# اللجوء إلى الطريقة (فلم)
اللجوء إلى الطريقة ((بالإسبانية: El recurso del método))، هُو فيلم دراما كوبي مكسيكي صدر سنة 1978، وهُو من إخراج المُخرج التشيلي Miguel Littín. بُني سيناريو الفيلم على رواية تحمل نفس الاسم صدرت سنة 1974 وألفها الكاتب أليخو كاربنتيير. عٍُرض الفيلم خلال دورة مهرجان كان السينمائي 1978. اختير الفيلم ليكون الترشيح الرسمي لكوبا للتنافس على جائزة الأوسكار لأفضل فيلم بلغة أجنبية خلال حفل توزيع جوائز الأوسكار الحادي والخمسين، لكنه لم يدخل ضمن القائمة النهائية للجائزة.

## طاقم التمثيل
- نيلسون فيلاغرا في دور قاضي الصلح.
- Ernesto Gómez Cruz في دور شولو.
- Salvador Sánchez في دور بيرالتا.
- Reynaldo Miravalles في دور أوبرست هوفمان.
- Raúl Pomares في دور الجنرال غالفان.
- كاتي خورادو في دور لا مايورالا.
- آلان كوني  [لغات أخرى]‏ في دور الأكاديمي.
- Gabriel Retes في دور الطالب.
- María Adelina Vera في دور ابنة الرئيس.
- Roger Cudney في دور النقيب.
- ديدييه فلامانت
- Denis Perrot
- Monique Perrot
- Jacques Rispal

## وصلات خارجية
- مقالات تستعمل روابط فنية بلا صلة مع ويكي بيانات